# 생토메르 (칼바도스주)

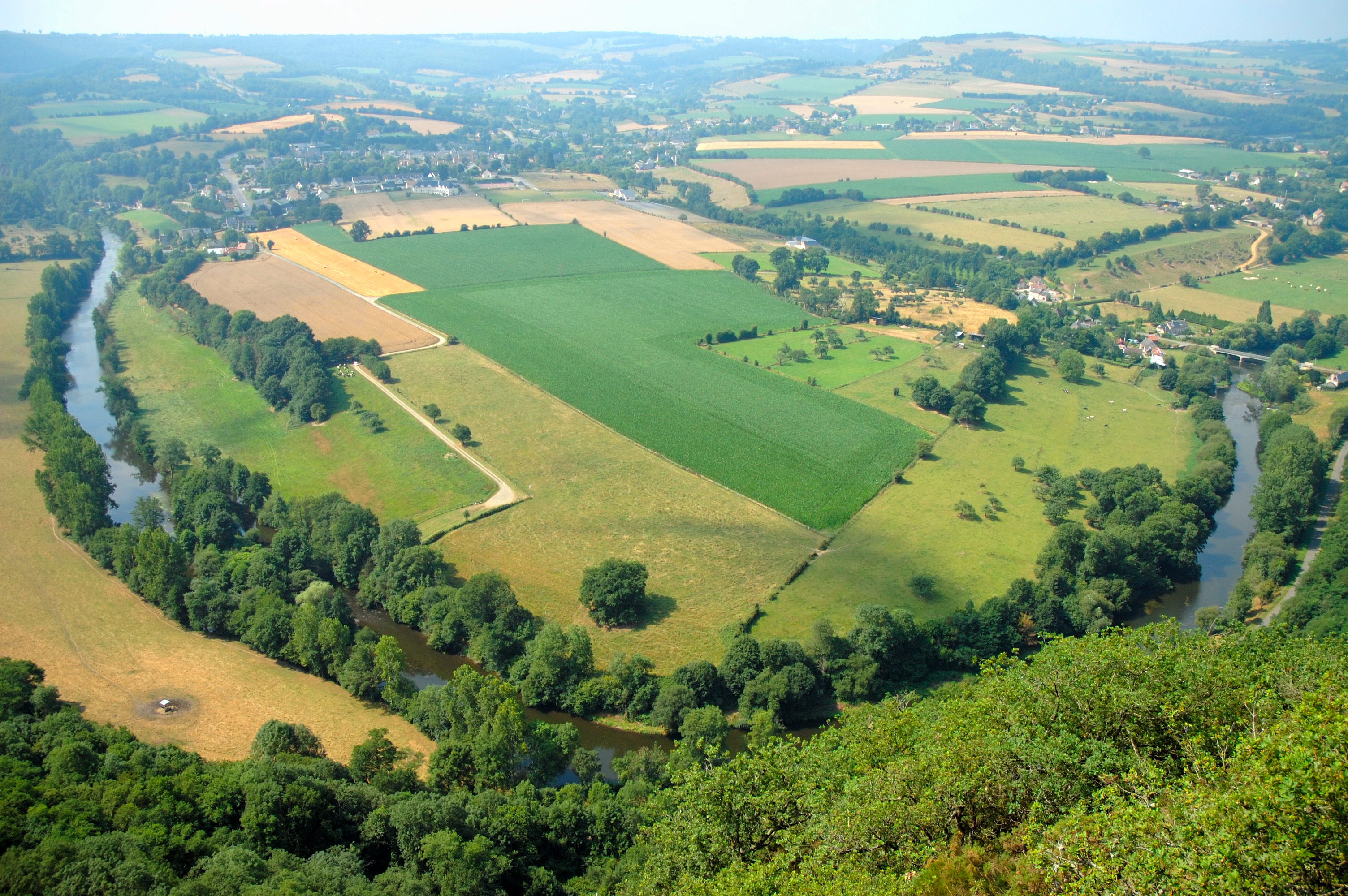
생토메르

생토메르(프랑스어: Saint-Omer)는 프랑스 바스노르망디 칼바도스주에 위치한 도시로 면적은 8.07km2, 인구는 163명(2008년 기준), 인구 밀도는 20명/km2이다.

## 인구
| 연도 | 인구 | ±%     |
| ---- | ---- | ------ |
| 1962 | 188  | —      |
| 1968 | 182  | −3.2%  |
| 1975 | 184  | +1.1%  |
| 1982 | 162  | −12.0% |
| 1990 | 142  | −12.3% |
| 1999 | 157  | +10.6% |
| 2008 | 163  | +3.8%  |

## 같이 보기
- 칼바도스주의 코뮌 목록